# 新奧能源
新奧能源控股有限公司（簡稱「新奧能源」，前稱「新奧燃氣」），（港交所：2688）為其中一家中國最大民營能源企業，同時為新奧集團旗下四家上市公司之一，於香港交易所上市。另三家上市公司分別為新奧生態控股有限公司 （页面存档备份，存于）（上交所：600803）、新智認知數字科技股份有限公司 （页面存档备份，存于）（上交所：603869）及西藏旅遊股份。
新奧能源是中國最大的清潔能源分銷商之一，主要業務爲在中國投資、建設、經營及管理燃氣管道基礎設施、車船用加氣站及綜合能源項目，銷售與分銷管道燃氣、液化天然氣及其他多品類能源，開展能源貿易業務以及提供其他與能源供應相關的服務。截至 2018年12 月31 日，集團在中國擁有187 個城市燃氣項目，包括安徽、北京、福建、廣東、廣西、河北、河南、湖南、內蒙古、江蘇、江西、遼寧、四川、山東、雲南、浙江及山西合共17 個省市及自治區，覆蓋可接駁人口超過9,457萬。集團亦於全國26 個省市的重點區域發展了62 個綜合能源項目。
集團目前為恒生綜合大型股指數、恒生中國企業指數及摩根士丹利資本國際（MSCI）中國中型市值指數成份股，亦是滬港通及深港通合資格股份。
2001年5月，新奧燃氣在香港交易所創業板上市，當時上市編號為8159.HK。公司於2002年6月轉往主板上市，上市編號改為2688.HK。 2010年9月22日，新奧燃氣更名為「新奧能源控股有限公司」。

## 外部連結
- 新奧能源有限公司 （页面存档备份，存于）
- 新奧燃氣招股章程 Archive.today的存檔，存档日期2013-04-30